# Mettenham
Mettenham ist ein Gemeindeteil der Gemeinde Schleching im Landkreis Traunstein in Bayern.
Der Ort liegt nordöstlich des Kernortes Schleching an der B 307. Nordöstlich des Ortes erstreckt sich das 45,0 ha große Naturschutzgebiet Mettenhamer Filz, östlich fließt die Tiroler Achen.

## Baudenkmäler
In der Liste der Baudenkmäler in Schleching sind für Mettenham elf Baudenkmäler aufgeführt, darunter die katholische Ortskapelle. Sie stammt aus der ersten Hälfte des 19. Jahrhunderts, wurde im Jahr 1988 versetzt und trägt einen Dachreiter.